# Toribio Ticona Porco
Toribio Ticona Porco (Atocha, 25 april 1937) is een Boliviaans geestelijke en een kardinaal van de Rooms-Katholieke Kerk.
Ticona Porco studeerde theologie aan het seminarie van Sucre. Hij werd op 29 januari 1967 priester gewijd. Hij vervolgde zijn studie aan het pastoraal instituut van de Latijns-Amerikaanse bisschoppenconferentie CELAM en volgde een tweejarige cursus aan het Lumen Vitae Centrum in Brussel.
Op 5 april 1986 werd Ticona Porco benoemd tot hulpbisschop van Potosí en tevens tot titulair bisschop van Timici; zijn bisschopswijding vond plaats op 31 mei 1986. Op 4 juni 1992 werd hij benoemd tot prelaat van Corocoro.
Ticona Porco ging op 29 juni 2012 met emeritaat.
Ticona Porco werd tijdens het consistorie van 28 juni 2018 kardinaal gecreëerd. Hij kreeg de rang van kardinaal-priester. Zijn titelkerk werd de Santi Gioacchino e Anna al Tuscolano. Omdat hij op het moment van creatie ouder was dan 80 jaar is hij niet gerechtigd deel te nemen aan een conclaaf.